# Celeste di Metz
Celeste di Metz, o Celestio, in francese Céleste (III secolo – Metz, 14 ottobre IV secolo), fu il 2º vescovo di Metz ed è venerato come santo dalla chiesa cattolica, da quelle ortodosse e dalla comunione anglicana.

## Agiografia
Secondo la leggenda Celeste, allora prete, sarebbe stato inviato durante il I secolo da San Pietro, insieme al diacono Felice ed a san Clemente per evangelizzare la regione.
Nell'852 Drogone, vescovo di Metz ne fece traslare il corpo a Marmoutier insieme a quello di sant'Autore.
Secondo la leggenda sarebbe stata organizzata una processione per presentare le due reliquie alla città, con sant'Autore, più noto, per primo, ma non si poté proseguire poiché non si riusciva a far avanzare la salma di sant'Autore fino a che quella di Celeste non fu posta innanzi..
In realtà il catalogo dei Vescovi di Metz, compilato tra il 776 e il 778, vuole Celeste al secondo posto, subito dopo il protovescovo Clemente, e prima di Felice. Essendo storicamente documentato uno dei suoi successori nel 346, ne consegue che Celeste avrebbe occupato la cattedra episcopale di Metz all'inizio del IV secolo.
Nel 1525,  durante la guerra dei contadini tedeschi, alcuni protestanti profanarono la chiesa abbaziale di Santo Stefano a Marmoutier ed i resti della salma di Celeste furono mescolati a quelli di altri defunti, al punto che non si poterono più distinguere..

## Culto
La sua memoria liturgica cade il 14 ottobre.